# Calostemma
Calostemma eller Garlandliljeväxter, är ett släkte av örtartade, fleråriga växter i familjen amaryllisväxter. Det består av tre arter som är endemiska i Australien, där de förekommer i ökenartade regioner med sommartorka.

## Beskrivning
Arterna i Calostemma blommar ofta i ett bladfritt tillstånd, de smala, glänsande gröna, bandliknande bladen föregår vanligtvis blomningen och når en längd på 25–30 cm. Blommans färg är purpuraktig röd eller gul med ett ibland blekare rör och gul stam.

## Arter
Nedan listas Calostemmaarterna, med deras fullständiga vetenskapliga namn och auktoritet.
- Calostemma abdicatum, P J Lang,[4]   förekommer i Södra Australien.
- Calostemma luteum, Sims,[5] från Centrala Queensland till Södra Australien.
- Calostemma purpureum, R.Br.,[6]  Södra Centrala och Sydöstra Australien.

## Användning
På grund av deras stora och pråliga blommor används arterna av detta släkte ofta som prydnadsväxter.
Kladogram enligt Catalogue of Life:
| Calostemma | \| \| Calostemma abdicatum \| \| \| \| \| \| Calostemma luteum \| \| \| \| \| \| Calostemma purpureum \| \| \| \| |
|            | \| \| Calostemma abdicatum \| \| \| \| \| \| Calostemma luteum \| \| \| \| \| \| Calostemma purpureum \| \| \| \| |
|            | Calostemma abdicatum                                                                                              |
|            | |
|            | Calostemma luteum                                                                                                 |
|            | |
|            | Calostemma purpureum                                                                                              |
|            | |

## Bildgalleri

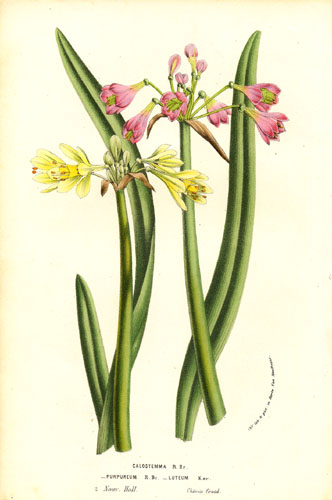
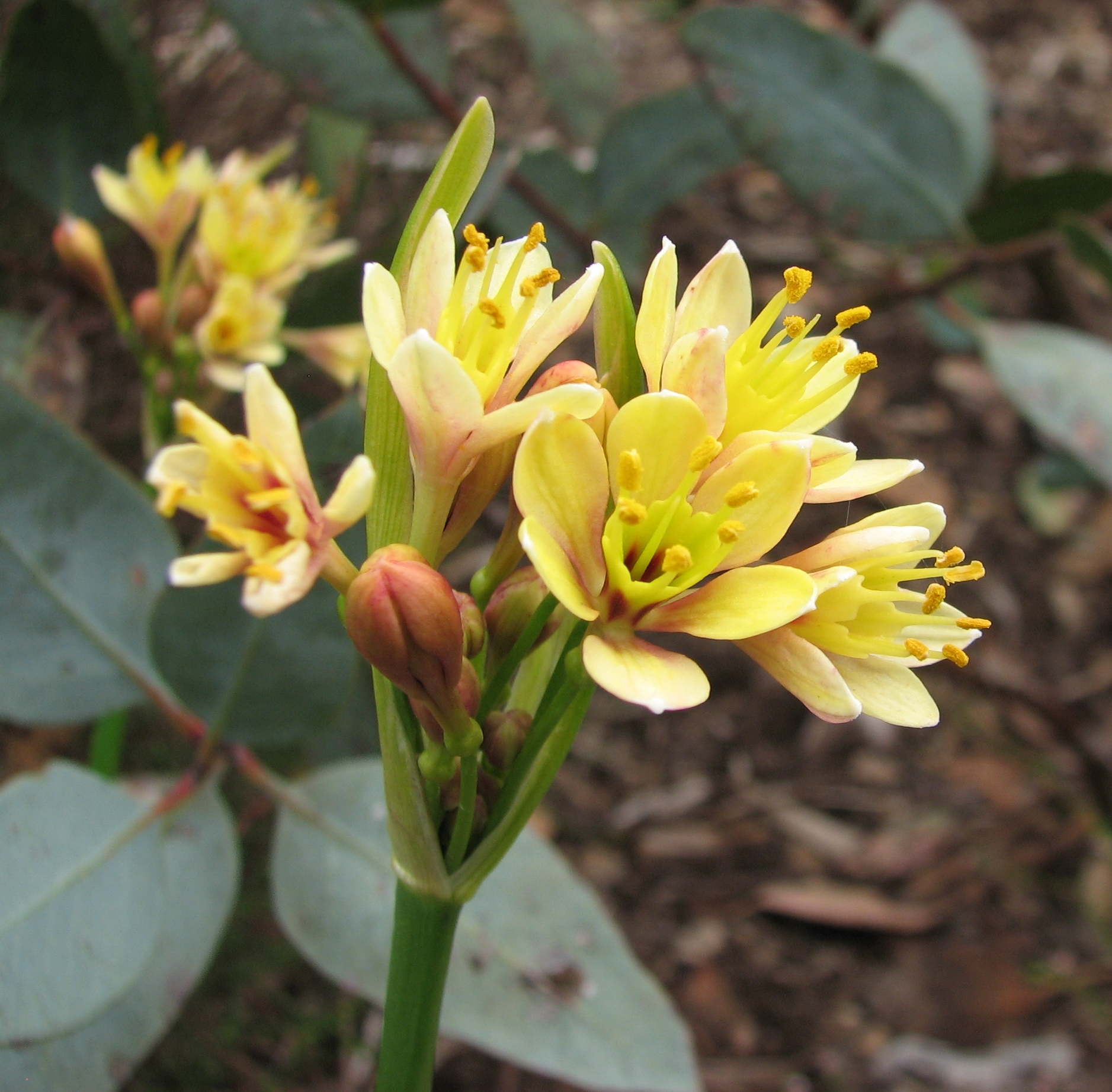